# Capricorn One
Capricorn One är en amerikansk film från 1977 i regi av Peter Hyams.

## Handling
Mitt under nedräkningen till att den första bemannade rymdfärjan till Mars ska skjutas upp blir de tre astronauterna ombedda att evakuera. På väg ner till den väntande helikoptern kan de se hur uppskjutningen fullföljs och hur raketen försvinner i skyn. De blir förda till en övergiven militärbas i den amerikanska öknen och får där förklarat för sig att deras rymdkapsel inte varit säker att färdas i men att de från och med nu, inför TV-tittare och politiker, måste låtsas som om de är på väg till Mars. Samtidigt som en journalist börjar att gräva i hur det egentligen står till med den påstådda Mars-resan går någonting fel och kapseln brinner upp i atmosfären. De tre astronauterna förstår snart att deras liv är i fara då de förväntas ha förolyckats i branden. 

## Om filmen
- Filmen hade svensk premiär 19 augusti 1978 i 70 mm kopia på biografen Festival i Stockholm.

- Capricorn One bygger delvis på de konspirationsteorier som kretsat kring månlandningen 1969, då vissa hävdat att det hela varit ett Hollywood-regisserat spektakel i syfte för USA att vinna kapplöpningen till månen.

## Rollista (urval)
- James Brolin - Överste Charles Brubaker
- Elliott Gould - Robert Caulfield
- Sam Waterston - Överstelöjtnant Peter Willis
- O.J. Simpson - Kommendörkapten John Walker
- Brenda Vaccaro - Kay Brubaker
- Telly Savalas - Albain
- Hal Holbrook - Dr. James Kelloway
- Karen Black - Judy Drinkwater
- David Huddleston - Kongressman Hollis Peaker
- David Doyle - Walter Loughlin
- Lee Bryant - Sharon Willis